# شین جیمین
شین جیمین (به کره ایی: 신지민 به انگلیسی: Shin Jimin) (متولد شده در ۸ ژانویه سال۱۹۹۱) یک خواننده کره‌ای هست.
او در گروه ای او ای با موقعیت خواننده اصلی و لیدر فعالیت می‌کرد. که در سال ۲۰۲۰ از فعالیت‌های خود به صورت موقت کناره‌گیری کرد

## ترک گروه
در سال ۲۰۲۰ کوان مینا عکس‌هایی در فضای مجازی خود منتشر کرد و مدعی شد که در تمام این ۱۰ سال مورد آزار و اذیت توسط لیدر گروه شین جیمین واقع شده‌است. به گفته او تا به حال چندین بار تصمیم به خودکشی داشته‌است اما به خاطر مادر خود از این عمل منصرف شده‌است و مدعی شده ات که جیمین در تمام این سال‌ها از کار خود پشیمان نبوده‌است و کوان مینا تنها خواستار یک عذر خواهی بوده‌است. کوان مینا در سال ۲۰۱۹ به دلیل آزار و اذیت‌هایی که از جانب جیمین واقع می‌شد گروه را ترک کرده بود.
سر انجام جیمین در صفحه اینستاگرام خود پستی منتشر کرد و با معذرت خواهی گروه را ترک کرد و از دنیای موسیقی کناره‌گیری کرد. که تمامی این اطلاعات تأیید نشده‌اند و فقط فرضیه می‌باشند